# تیون‌ویل
تیون ویل (به فرانسوی: Thionville) شهری در شهرستان موزل در ناحیه لورن با جمعیت ۴۱٬۱۲۷ نفر در کشور فرانسه واقع شده‌است